# 科羅斯堅 (切爾尼戈夫區)
51°13′1″N 31°24′39″E / 51.21694°N 31.41083°E
科罗斯堅（羅馬化：Korosten）是烏克蘭北部切爾尼戈夫州切爾尼戈夫區奥利希夫卡市镇内的村庄，面積0.16平方公里，海拔高度117米；2001年人口5人，人口密度每平方公里31.3人。

## 图集

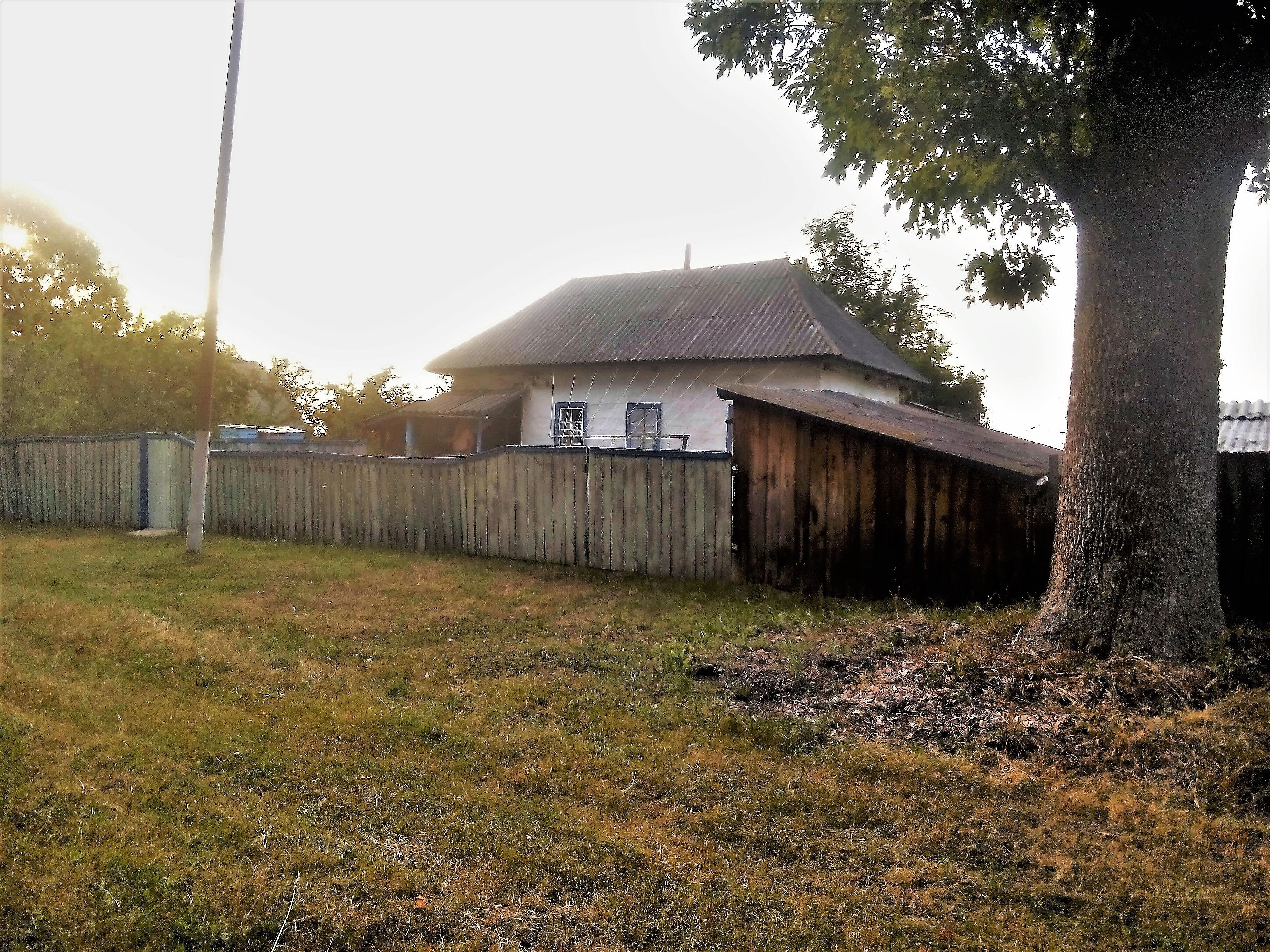
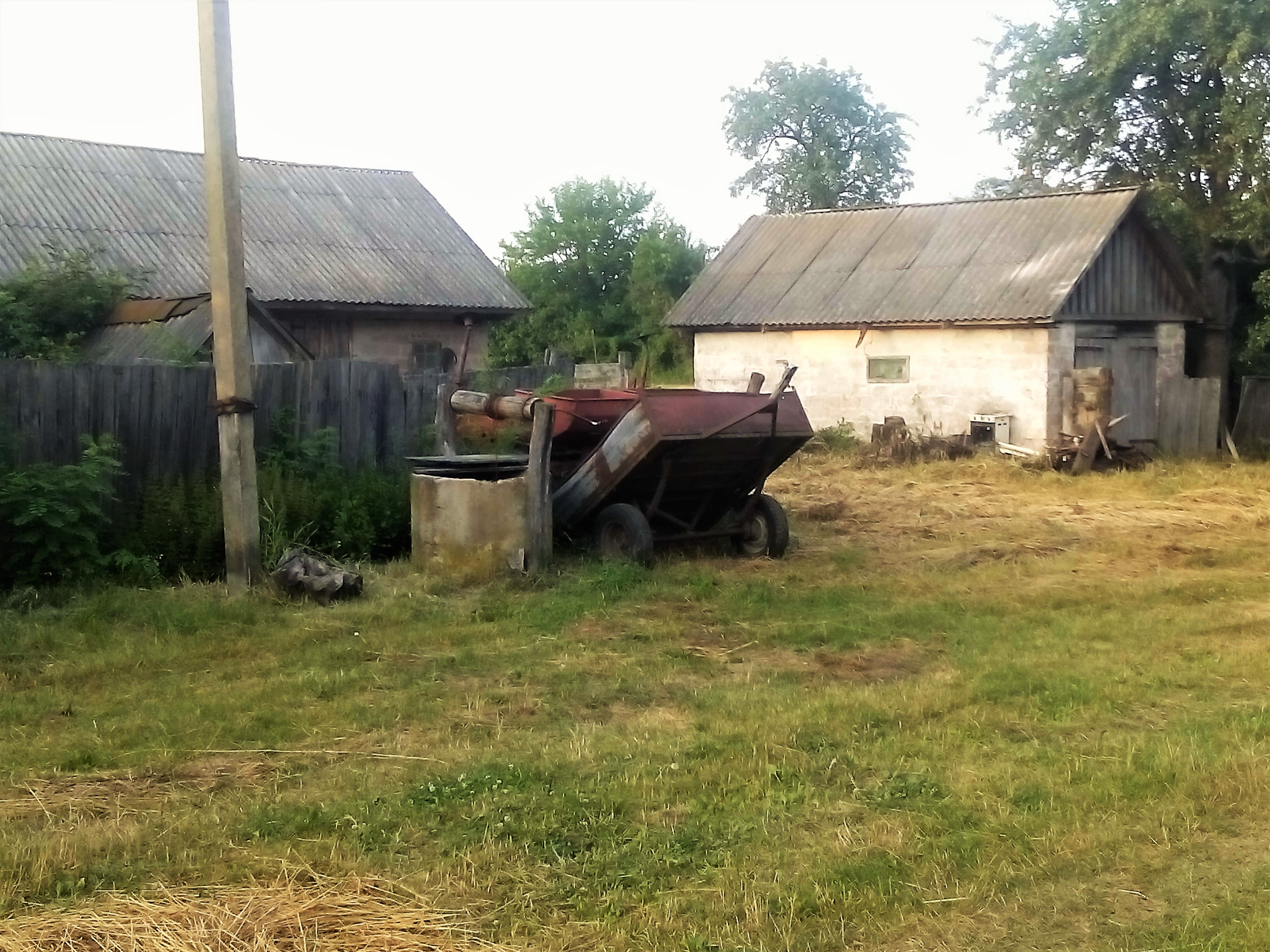
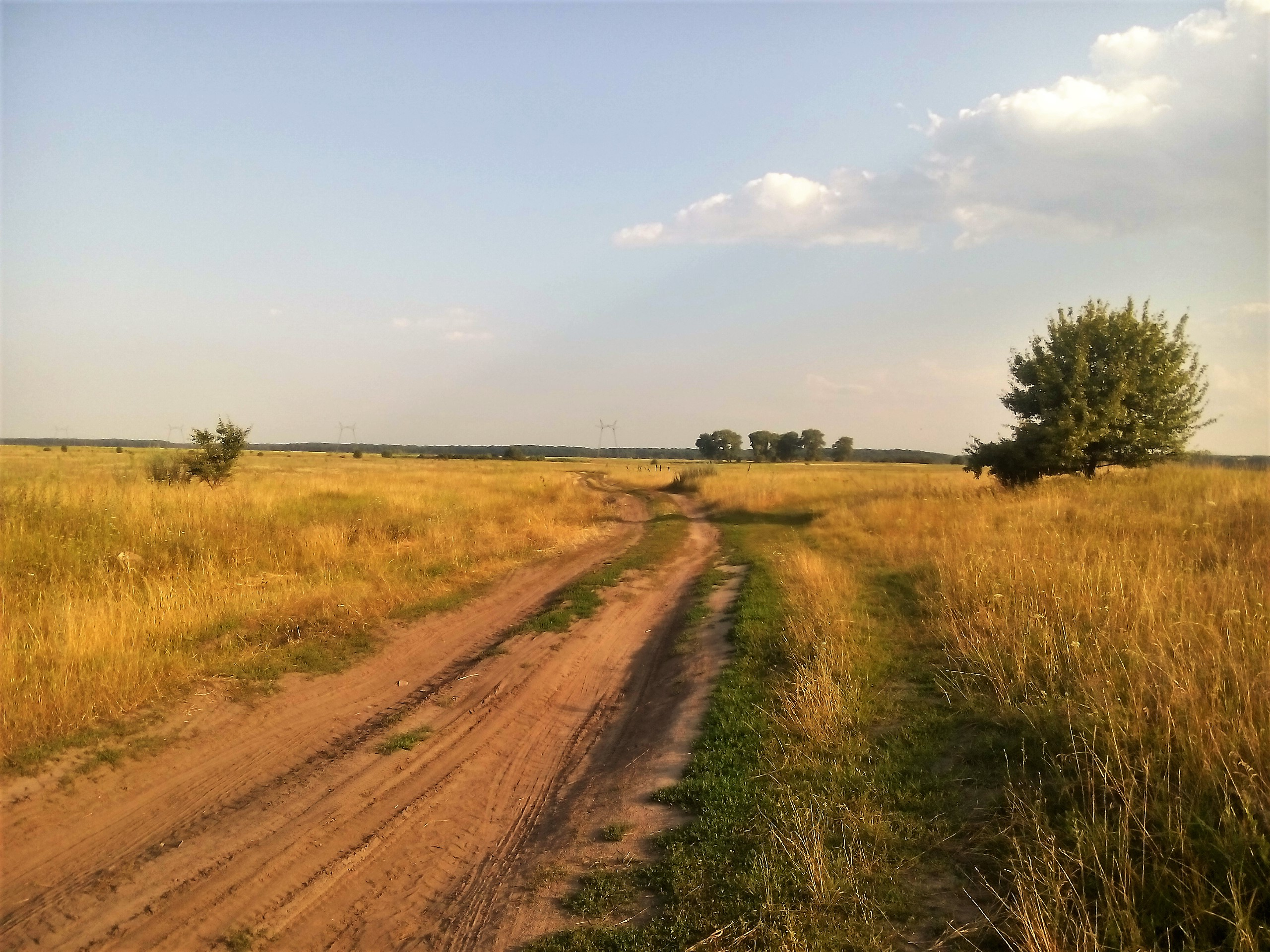
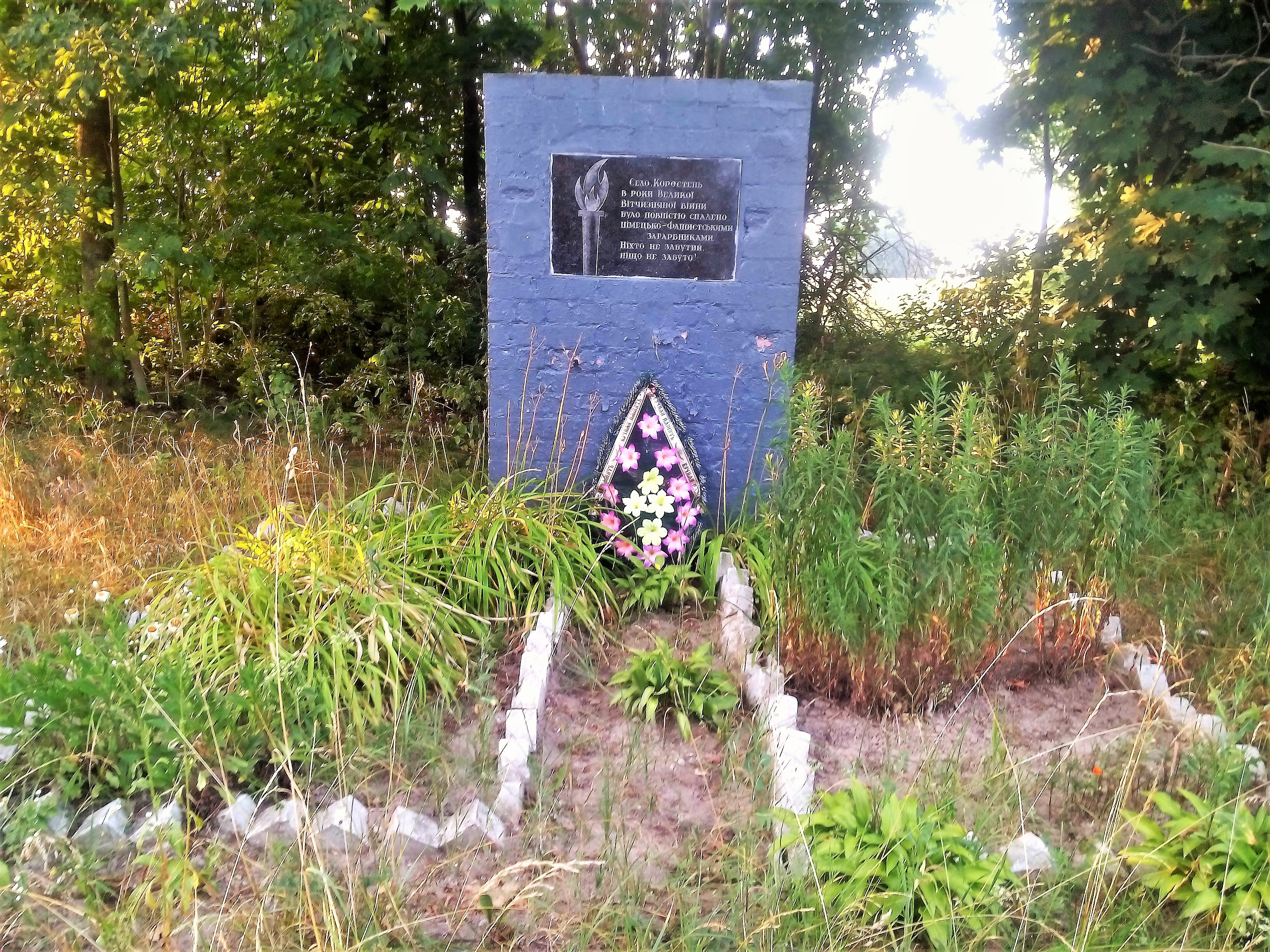